# Jokojama Taikan
Jokojama Taikan (jap. 横山大観), pravim imenom Sakai Hidemarō (Mito, 2. studenog 1868. – Tokio, 26. veljače 1958.) je bio japanski slikar.
Bio je važnim predstavnikom slikarstva iz razdoblja meiđi, taišo i šova. Pomogao je stvoriti japansku slikarsku tehniku nihonga.

## Nagrade
Dobitnik je nagrada Bunka kunshō (Red kulture) 1937. i Kjokuđicu šō (Red Izlazećeg Sunca).